# Lepyronia batrachoides
Lepyronia batrachoides är en insektsart som beskrevs av Haupt 1917. Lepyronia batrachoides ingår i släktet Lepyronia och familjen spottstritar. Inga underarter finns listade i Catalogue of Life.